# Kemangguhan
Kemangguhan is een bestuurslaag in het regentschap Kebumen van de provincie Midden-Java, Indonesië. Kemangguhan telt 4035 inwoners (volkstelling 2010).